# Парадокс убитого дедушки
Парадокс убитого дедушки — временной парадокс, относящийся к путешествию во времени. Впервые описан в рассказе Натаниэля Шахнера «Голоса предков», опубликованном в 1933 году, в книге Рене Баржавеля «Неосторожный путешественник», опубликованной в 1943 году, и в ряде других работ, опубликованных в 1930—1940 годах.
Сюжет романа «Неосторожный путешественник» заключался в том, что человек с помощью машины времени отправился назад в прошлое, где убил своего биологического деда до того, как последний встретил бабушку путешественника. Результат предполагает, что один из родителей путешественника, а как следствие — и сам путешественник никогда бы не были рождены. То есть, в конечном итоге он не мог бы путешествовать во времени, а это, в свою очередь, означает, что его дед остался бы жив и путешественник был бы рождён, а это позволило бы ему путешествовать во времени и убить своего дедушку. Таким образом, каждая возможность подразумевает отрицание самой себя, создавая логический парадокс.
Вариант его разрешения следующий: тот факт, что путешественник во времени живёт в настоящее время, означает, что он просто не стремится убить своего прародителя. Это означает, что можно действовать с полной свободой, поскольку что бы вы ни делали в прошлом, вы не сможете изменить настоящее, потому что его последствия уже ощущаются.
Несмотря на название, парадокс убитого дедушки рассматривает не только невозможность собственного рождения. В первую очередь он касается любых действий, которые делают невозможным путешествие во времени. Пример названия парадокса является лишь наиболее часто «приходящим в голову», если выбирать из всего спектра подобных возможных действий. Другим примером может быть использование научных знаний для изобретения машины времени, последующее возвращение назад во времени и (будь то убийство или иное) препятствование работе учёных над тем, что в конечном итоге приведёт к получению информации, которую вы использовали, чтобы изобрести машину времени. Эквивалентный парадокс известен в философии как автоинфантицид: возвращение в прошлое и убийство самого себя в детстве.
Парадокс убитого дедушки часто используется для утверждения о том, что путешествие во времени в прошлое невозможно. Тем не менее, был предложен ряд гипотез, как избежать парадокса: например, предположение о том, что прошлого изменить нельзя, поэтому дед уже должен был пережить своё покушение на убийство (как говорилось ранее), или же что путешественник во времени создаёт альтернативную линию времени, в которой он никогда не будет рождён. Квантовое решение парадокса подразумевает, что все события в прошлом пребывают в состоянии суперпозиции, поэтому никакие действия путешественника не сказываются на настоящем.